# Azur Blå
Azur Blå (Azure Blue) är en figur i Kalle Ankas universum. Han gjorde premiär som skurk i äventyret Den gyllene hjälmen skapad av Carl Barks 1952.
Har sedan setts i två serier av Don Rosa, samt i en italienproducerad disneyserie. 2011 utkom serien "hetsjakt i hansanstäder" där knattarna Joakim och kalle åker runt i hansanstäder och letar efter en skatt. Azur blå spelar skurk i den serien. 
Azur tar ofta hjälp av advokaten Lage Vrängarén.